# Regionalwahl in der Lombardei 1990
Die Regionalwahl in der Lombardei 1990 fand am 6. und 7. Mai statt.

## Wahlergebnis
| Listen            | Listen                                        | Stimmen   | %    | Mandate |
| ----------------- | --------------------------------------------- | --------- | ---- | ------- |
|                   | Democrazia Cristiana                          | 1.784.634 | 28,6 | 25      |
|                   | Lega Lombarda                                 | 1.183.493 | 18,9 | 15      |
|                   | Partito Comunista Italiano                    | 1.172.059 | 18,8 | 15      |
|                   | Partito Socialista Italiano                   | 892.998   | 14,3 | 12      |
|                   | Lista Verde                                   | 213.529   | 3,4  | 2       |
|                   | Partito Repubblicano Italiano                 | 160.985   | 2,6  | 2       |
|                   | Movimento Sociale Italiano – Destra Nazionale | 158.614   | 2,5  | 2       |
|                   | Partito Pensionati                            | 114.016   | 1,8  | 1       |
|                   | Verdi Arcobaleno                              | 113.824   | 1,8  | 1       |
|                   | Partito Socialista Democratico Italiano       | 103.188   | 1,7  | 1       |
|                   | Partito Liberale Italiano                     | 88.308    | 1,4  | 1       |
|                   | Alleanza Lombarda Autonomia                   | 76.516    | 1,2  | 1       |
|                   | Democrazia Proletaria                         | 73.451    | 1,2  | 1       |
|                   | Antiproibizionisti sulla Droga                | 62.356    | 1,0  | 1       |
|                   | Caccia Pesca Ambiente                         | 18.834    | 0,3  | –       |
|                   | Lista Ecologica                               | 14.774    | 0,2  | –       |
|                   | Lega Meridionali d’Italia                     | 11.199    | 0,2  | –       |
|                   | Movimento Nazionale Italiano Cacciatori       | 5.200     | 0,1  | –       |
| Gesamt            | Gesamt                                        | 6.247.978 | 100  | 80      |
|                   |                                               |           |      |         |
| Ungültige Stimmen | Ungültige Stimmen                             | 372.326   | 5,6  |         |
| Wähler            | Wähler                                        | 6.620.304 | 91,2 |         |
| Wahlberechtigte   | Wahlberechtigte                               | 7.258.354 |      |         |